# Kylie Masse
Kylie Jacqueline Masse (Windsor, 18 de enero de 1996) es una deportista canadiense que compite en natación, especialista en el estilo espalda.
Participó en tres Juegos Olímpicos de Verano, obteniendo en total cinco medallas, bronce en Río de Janeiro 2016, en 100 m espalda, tres en Tokio 2020, plata en 100 m espalda y 200 m espalda y bronce en 4 × 100 m estilos, y una de bronce en París 2024, en 200 m espalda.
Ganó diez medallas en el Campeonato Mundial de Natación entre los años 2017 y 2025, diez medallas en el Campeonato Mundial de Natación en Piscina Corta entre los años 2016 y 2024, y una medalla de oro en el Campeonato Pan-Pacífico de Natación de 2018.
En julio de 2017 estableció una nueva plusmarca mundial de los 100 m espalda en piscina larga (58,10 s).
Estudió Kinesiología en la Universidad de Toronto.

## Palmarés internacional
| Juegos Olímpicos                    | Juegos Olímpicos        | Juegos Olímpicos  | Juegos Olímpicos        |
| Año                                 | Lugar                   | Medalla           | Prueba                  |
| ----------------------------------- | ----------------------- | ----------------- | ----------------------- |
| 2016                                | Río de Janeiro (Brasil) | Medalla de bronce | 100 m espalda           |
| 2020                                | Tokio (Japón)           | Medalla de plata  | 100 m espalda           |
| 2020                                | Tokio (Japón)           | Medalla de plata  | 200 m espalda           |
| 2020                                | Tokio (Japón)           | Medalla de bronce | 4 × 100 m estilos       |
| 2024                                | París (Francia)         | Medalla de bronce | 200 m espalda           |
| Campeonato Mundial                  |                         |                   |                         |
| Año                                 | Lugar                   | Medalla           | Prueba                  |
| 2017                                | Budapest (Hungría)      | Medalla de oro    | 100 m espalda           |
| 2017                                | Budapest (Hungría)      | Medalla de bronce | 4 × 100 m estilos mixto |
| 2019                                | Gwangju (Corea del Sur) | Medalla de oro    | 100 m espalda           |
| 2019                                | Gwangju (Corea del Sur) | Medalla de bronce | 200 m espalda           |
| 2019                                | Gwangju (Corea del Sur) | Medalla de bronce | 4 × 100 m estilos       |
| 2022                                | Budapest (Hungría)      | Medalla de oro    | 50 m espalda            |
| 2022                                | Budapest (Hungría)      | Medalla de plata  | 100 m espalda           |
| 2022                                | Budapest (Hungría)      | Medalla de bronce | 4 × 100 m estilos       |
| 2023                                | Fukuoka (Japón)         | Medalla de bronce | 4 × 100 m estilos       |
| 2025                                | Singapur (Singapur)     | Medalla de bronce | 4 × 100 m estilos mixto |
| Campeonato Mundial en Piscina Corta |                         |                   |                         |
| Año                                 | Lugar                   | Medalla           | Prueba                  |
| 2016                                | Windsor (Canadá)        | Medalla de plata  | 100 m espalda           |
| 2016                                | Windsor (Canadá)        | Medalla de plata  | 4 × 100 m estilos       |
| 2021                                | Abu Dabi (EAU)          | Medalla de plata  | 50 m espalda            |
| 2021                                | Abu Dabi (EAU)          | Medalla de plata  | 100 m espalda           |
| 2021                                | Abu Dabi (EAU)          | Medalla de plata  | 200 m espalda           |
| 2021                                | Abu Dabi (EAU)          | Medalla de plata  | 4 × 100 m estilos       |
| 2022                                | Melbourne (Australia)   | Medalla de bronce | 200 m espalda           |
| 2022                                | Melbourne (Australia)   | Medalla de bronce | 4 × 50 m estilos mixto  |
| 2024                                | Budapest (Hungría)      | Medalla de plata  | 4 × 50 m estilos mixto  |
| 2024                                | Budapest (Hungría)      | Medalla de bronce | 50 m espalda            |
| Campeonato Pan-Pacífico             |                         |                   |                         |
| Año                                 | Lugar                   | Medalla           | Prueba                  |
| 2018                                | Tokio (Japón)           | Medalla de oro    | 100 m espalda           |